# FK Arsenal Tivat
 (juin 2023).
Si vous disposez d'ouvrages ou d'articles de référence ou si vous connaissez des sites web de qualité traitant du thème abordé ici, merci de compléter l'article en donnant les références utiles à sa vérifiabilité et en les liant à la section « Notes et références ».
Le Fudbalski klub Arsenal Tivat, plus couramment abrégé en Arsenal Tivat, est un club monténégrin de football fondé en 1914 et basé dans la ville de Tivat.

## Historique

### Les débuts (1914-1940)
Le club est fondé en 1914 sous le nom de NK Orjen. En 1930, le club fusionne avec un autre club de Tivat, le NK Zrinjski, pour devenir le NK Arsenal, qui deviendra ensuite le FK Arsenal Tivat. Le nom vient du chantier naval à proximité, le MRTZ Sava Kovačević, connu sous le nom d'Arsenal. Le club remporte le championnat du Monténégro, qui est alors le deuxième niveau du football yougoslave, en 1937.

### Après la Seconde Guerre mondiale (1945-2006)
Après la Seconde Guerre mondiale, le FK Arsenal Tivat est promu en deuxième division yougoslave en 1955 et y reste trois saisons ; le club est majoritairement en Championnat de la République du Monténégro, en troisième division.

### Depuis l'indépendance du Monténégro (2006-)
Après l'indépendance du Monténégro, le FK Arsenal Tivat joue en deuxième ou troisième division. Lors de la saison 2021-2022, le club dispute les barrages de promotion ; leur victoire face au FK Podgorica leur assure la montée en première division pour la première fois de leur histoire.
La saison 2022-2023 voit le club atteindre la finale de la Coupe du Monténégro et terminer troisième du championnat 2022-2023, ce qui le qualifie pour sa première campagne européenne, la Ligue Europa Conférence 2023-2024.
Le club est sanctionné par l'UEFA d'une suspension de 10 ans de compétitions européennes et de 500 000 euros d'amende pour avoir truqué un match d'Ligue Europa Conférence 2023-2024. Par ailleurs, huit joueurs et dirigeants de l'Arsenal Tivat sont suspendus pour diverses durées.

## Bilan sportif

### Palmarès
- Coupe du Monténégro :
  - Finaliste : 2023
- Championnat du Monténégro de deuxième division :
  - Vice-champion : 2021 et 2022

### Bilan européen
Note : dans les résultats ci-dessous, le score du club est toujours donné en premier
| Saison    | Compétition             | Tour           | Club         | Domicile | Extérieur | Total |
| --------- | ----------------------- | -------------- | ------------ | -------- | --------- | ----- |
| 2023-2024 | Ligue Europa Conférence | Premier tour Q | Alashkert FC | 1 - 6    | 1 - 1     | 2 - 7 |

Légende
- Victoire ou qualification pour le tour suivant.
- Match nul.
- Défaite ou élimination de la compétition.